# Yūya Uchida
Yūya Uchida (内田裕也, Uchida Yūya) (17 novembre 1939 - 17 mars 2019) est un chanteur, producteur de disques et acteur japonais, figure majeure de la musique populaire japonaise avec une carrière s'étendant sur six décennies.
Il est également apparu dans de nombreux films, comme Furyo (1983) de Nagisa Ōshima ou Black Rain (1989) de Ridley Scott, et a remporté deux prix du meilleur acteur.

## Carrière
Originaire de Nishinomiya dans la préfecture de Hyōgo, il abandonne le lycée à 17 ans et commence sa carrière musicale en 1957. Il se lie d'amitié avec John Lennon après avoir fait la première partie des Beatles lors de leur tournée de 1966 au Japon,.
Choqué après avoir vu Jimi Hendrix se produire à Londres en 1967, il rentre chez lui et veut introduire un son similaire au Japon. Il forme le groupe Yuya Uchida & The Flowers qui sort l'album Challenge! (en) en 1969, composé presque entièrement de reprises de morceaux de rock psychédélique occidental. Après avoir remplacé tous les membres sauf un, et être devenu lui-même producteur/directeur, le groupe change son nom pour Flower Travellin' Band (en) et sort un autre album de reprise, Anywhere (en) en 1970, puis déménage au Canada. Avant le départ, il enregistre un album de morceaux originaux en seulement deux jours. Satori (en) sort en Amérique du Nord en 1971 sous le label GRT Records (en). Le groupe produit deux autres albums, Made in Japan (en) (1972) et Make Up (en) (1973), avant de se séparer pendant 34 ans.
En plus de sa carrière solo et de Flower Travellin' Band, il travaille avec une grande variété de musiciens nationaux et internationaux, et enregistre avec The Ventures et Frank Zappa au milieu des années 1970. En 1975, il produit un festival international de musique appelé World Rock Festival qui présente des artistes du monde entier se produisant ensemble. Cette même année, Uchida produit également l'album éponyme de Creation (en).
Il se présente sans succès aux élections au poste de gouverneur de Tokyo en 1991.
En 2014, Uchida collabore avec l'idole pop Rino Sashihara pour le single en duo Shekina Baby.

## Vie privée et problèmes avec la justice
Yūya Uchida épouse l'actrice Kirin Kiki en 1973. Ils se séparent deux ans plus tard mais restent mariés. Leur fille Yayako Uchida est essayiste et chanteuse et mariée à l'acteur Masahiro Motoki, qui est adopté dans la famille Uchida comme mukoyōshi. De par sa fille, Yūya a trois petits-enfants.
Uchida est arrêté en septembre 1977 pour avoir enfreint la loi japonaise sur le contrôle du cannabis. Bien qu'il ait admis dix ans plus tard qu'il en fumait à l'époque, les charges sont abandonnées et il bénéficie d'un non-lieu. Il est de nouveau arrêté en 1983 pour violation de la loi sur le contrôle de la possession d'armes à feu et d'épées (en). Il était en effet entré dans les bureaux d'Udo Artists, Inc. avec un couteau de cuisine et avait menacé un promoteur de rock pour avoir prétendument payé des artistes étrangers beaucoup plus que des artistes japonais. Encore une fois, il n'a pas été inculpé.
Le 31 mai 2005, il est opéré en urgence avec succès pour une artère rétinienne bloquée, ce qui aurait conduit à la cécité. En novembre 2005, son domicile est cambriolé et plusieurs montres et vestes sont volées.
Le 13 mai 2011, Uchida est arrêté pour voies de fait et intrusion après avoir menacé son ancienne petite amie, avec qui il avait commencé à sortir en décembre 2009. La police déclare qu'il aurait frappé la femme de 50 ans après avoir tenté de mettre fin à leur relation en mars et aurait commencé à lui envoyer des lettres de menaces. La femme déclare qu'elle avait fait changer ses serrures, mais qu'il avait ensuite demandé à un autre serrurier d'ouvrir la porte et était entrée chez elle le 19 avril. Uchida reconnait avoir écrit les lettres et avoir fait fabriquer des clés de rechange, mais nie l'avoir menacée.

## Décès
Yūya Uchida meurt d'une pneumonie dans un hôpital de Tokyo le 17 mars 2019 à l'âge de 79 ans,. Il reçoit un Lifetime Achievement Award à titre posthume lors des 61e Japan Record Awards le 30 décembre 2019.

## Discographie
Singles
- "Lonely Johnny/Young One" (ひとりぼっちのジョニー／ヤング ワン?, 1963)
- "Young Heart o Urimono ni/Medal no Jōi" (破れたハートを売り物に／メダルのジョーイ?, 1963)
- "Kanashiki Akuma/Cutie Pie" (悲しき悪魔／キューティー・パイ?, 1963)
- "Blue Jean to Kawa Jumper/Gypsy Caravan" (ブルージーンと皮ジャンパー／ジプシー・キャラヴァン?, 1964)
- "Viva Las Vegas/Roll Over Beethoven" (ラスベガス万才／ロール・オーバー・ベートーベン?, 1964)
- "Swim de Ikou/Run Run Run" (スイムで行こう／ラン ラン ラン?, 1965)
- "Last Chance/Flower Boy" (ラスト・チャンス／フラワー・ボーイ?, 1969, Yuya Uchida & The Flowers)
- "Fantastic Girl/Yogiri no Trumpet" (ファンタジック・ガール／夜霧のトランペッ?, 1969, Yuya Uchida & The Flowers)
- "Manjoki Rock n Roll/Joki-yasu Boogie" (マンジョキロックンロール／ジョキ安ブギ?, 1974, Yuya Uchida and the 1815 Super Rock 'n' Roll Band)
- "Gonna Make It Tonight/Let's Twist No. 1" (1977)
- "What's Happening, Mr. Dylan?/Annie Get Your Guns" (1978)
- "Sake, Women & My Life/One Night Lullabye" (1979)
- "The Long Goodbye/Farewell My Lovely" (1982)
- "Killer in the Rain/Rolling on the Road" (1982)
- "Annie for a Cheek Time/No More Comics" (1985)
- "Shekina Baby" (シェキナベイベー?, 2014, avec Rino Sashihara)

Albums
- Rock Surfing Hot Rod (ロック・サーフィン・ホット・ロッド?, 1964, avec Isao Bitoh)
- Let's Go Monkey (レッツ・ゴー・モンキー?, 1965, avec Isao Bitoh)
- Challenge! (1969, Yuya Uchida & The Flowers)
- Y.U.Y.A 1815KC Rock'n Roll Broadcasting Station (1973)
- Exciting! Rock 'n' Roll Party (1973, Yuya Uchida and the 1815 Super Rock 'n' Roll Band)
- Hollywood (1975, Yuya Uchida et The Ventures)
- A Dog Runs (ア・ドッグ・ランズ?, 1978)
- Farewell, My Lovely (さらば愛しき女よ?, 1981)
- No More Comics (1985)

## Filmographie
| Année | Titre                                         | Rôle                                 | Notes        |
| ----- | --------------------------------------------- | ------------------------------------ | ------------ |
| 1966  | Kureji da yo: kisōtengai                      | Kentarô                              |              |
| 1966  | Panchi yarō                                   | Momoji                               |              |
| 1969  | Burai: Barase                                 | un musicien                          |              |
| 1969  | Dorifutazu desu yo! Tokkun tokkun mata tokkun |                                      |              |
| 1977  | Furenzoku satsujin jiken                      | Koichi Doi                           |              |
| 1977  | Jitsuroku furyo shoujo: Kan                   | Tokio                                |              |
| 1978  | Pink Tush Girl                                | Sen'ichi Yamada                      |              |
| 1978  | Eroticna kankei                               | Kōtarō Higaki                        |              |
| 1978  | Kawajyan hankou zoku                          |                                      |              |
| 1979  | Ejiki                                         |                                      |              |
| 1979  | Sūpā gun redei Wani Bunsho                    | Tadao Toda, un braqueur              |              |
| 1980  | Akai bōkō                                     | Yuya                                 |              |
| 1980  | Shōjo shōfu: Kemono michi                     | Ataru                                |              |
| 1981  | Yokohama BJ būrusu                            |                                      |              |
| 1981  | A! Onnatachi: Waika                           | Jyoji                                |              |
| 1982  | Mizu no nai puuru                             |                                      |              |
| 1983  | Saraba aibō                                   | Komatsu                              |              |
| 1983  | Furyo                                         | le commandant de la prison militaire |              |
| 1983  | Jukkai no mosukīto                            | le héros                             |              |
| 1986  | Comic Magazine                                | Toshiaki Kinameri                    |              |
| 1987  | Saraba itoshiki hito yo                       | un inspecteur                        |              |
| 1988  | Hanazono no meikyu                            | Sosuke Mitsuya                       |              |
| 1989  | Zatoichi                                      | le chef Akabei                       |              |
| 1989  | Black Rain                                    | Nashida                              |              |
| 1992  | Sakana kara daiokishin!!                      | Yuya                                 |              |
| 1992  | Erotikkuna kankei                             | Kishin                               |              |
| 1999  | Kyohansha                                     | l'ancien Giliyaku                    |              |
| 2002  | Deadly Outlaw: Rekka                          |                                      |              |
| 2003  | Akame 48 Waterfalls                           |                                      |              |
| 2004  | Izo                                           |                                      |              |
| 2007  | Tantei monogatari                             |                                      |              |
| 2008  | Johnen: Sada no ai                            |                                      |              |
| 2008  | Rokku tanjō                                   |                                      |              |
| 2016  | Hoshikuzu kyōdai no aratana densetsu          |                                      | dernier rôle |